# Dusona rufoapicalis
Dusona rufoapicalis là một loài tò vò trong họ Ichneumonidae.